# Associazione Calcio Siena 1942-1943
Questa voce raccoglie le informazioni riguardanti l'Associazione Calcio Siena nelle competizioni ufficiali della stagione 1942-1943.

## Stagione
Nella stagione di guerra 1942-1943 il Siena disputa il 14° torneo cadetto, vi raccoglie 27 punti con il quattordicesimo posto finale. Allenata da Alberto Macchi la squadra bianconera ottiene la salvezza vincendo (3-1) contro l'Udinese, nell'ultima giornata del torneo. Sono salite in Serie A la favorita Modena con 45 e la sorpresa Brescia con 43, che nella volata finale ha avuto la meglio sul Napoli, terzo con 41 punti. Si è trattato di una competizione avversata dall'intensificarsi delle ostilità belliche. Si è giocato più o meno regolarmente il girone di andata, mentre il girone di ritorno con il sempre più probabile sbarco delle truppe alleate in Sicilia, ha condizionato pesantemente gli spostamenti del Palermo Juventina, una delle 18 formazioni del campionato di Serie B, che in primavera, il 23 aprile 1943, è stato estromesso dal torneo d'autorità dalla Federazione, che ha anche dovuto annullare le 24 gare che era riuscito a disputare. Anche le quattro retrocessioni di Palermo Juventina, Savona, Novara ed Udinese sono state annullate. Per il Siena la soddisfazione di aver comunque raggiunto la salvezza sul campo. Miglior realizzatore stagionale del Siena è stato il triestino Mario Polak che ha firmato 12 reti, discreto anche il contributo di 10 centri, realizzati dal pisano Sergio Ulivieri. Si è giocata anche la Coppa Italia tra le squadre di Serie A e di Serie B, torneo vinto dal Grande Torino, che aveva già vinto lo scudetto tricolore. Il Siena viene eliminato nei sedicesimi di finale, perdendo (2-1) a Venezia.

## Rosa
| N. |                   | Ruolo | Calciatore           |
| -- | ----------------- | ----- | -------------------- |
|    | Italia (bandiera) | D     | Ambrogio Alfonso     |
|    | Italia (bandiera) | D     | Brunero Baroncelli   |
|    | Italia (bandiera) | A     | Giuseppe Bassetto    |
|    | Italia (bandiera) | D     | Adolfo Bellucci      |
|    | Italia (bandiera) | D     | Antonio Biagini      |
|    | Italia (bandiera) | A     | Aldo Biagiotti       |
|    | Italia (bandiera) | P     | Sergio Chellini      |
|    | Italia (bandiera) | C     | Giovanni Civili      |
|    | Italia (bandiera) | C     | Angelo Bruno Cortini |
|    | Italia (bandiera) | D     | Giorgio Da Costa     |
|    | Italia (bandiera) | C     | Antonio Dei          |

| N. |                   | Ruolo | Calciatore          |
| -- | ----------------- | ----- | ------------------- |
|    | Italia (bandiera) | D     | Mino Del Gamba      |
|    | Italia (bandiera) | A     | Nevio Giangolini    |
|    | Italia (bandiera) | D     | Alighiero Lorenzini |
|    | Italia (bandiera) | D     | Gildo Montagner     |
|    | Italia (bandiera) | C     | Cesare Pellegatta   |
|    | Italia (bandiera) |       | Pepi                |
|    | Italia (bandiera) | A     | Mario Polack        |
|    | Italia (bandiera) | C     | Aldo Querci         |
|    | Italia (bandiera) | C     | Mario Semoli        |
|    | Italia (bandiera) | A     | Toffolini           |
|    | Italia (bandiera) | A     | Sergio Ulivieri     |

## Risultati

### Serie B

#### Girone di andata
| Arbitro: | Colonna (Bari) |

|                            |           |                            |
| Viani 14’ Verrina 16’, 22’ | Marcatori | 44’ Ulivieri 85’ Biagiotti |

| Arbitro: | L. Bernardi (Savona) |

|                 |           |                             |
| Polak 2’ (rig.) | Marcatori | 4’ (rig.) Tozi 59’ Zucchero |

| Arbitro: | Zavattaro (Casale Monferrato) |

|                                                                               |           |               |
| Cattaneo 21’, 28’ Gallanti 35’, 61’ Bandirali 51’, 89’ Capra 53’ Galbiati 79’ | Marcatori | 34’ Biagiotti |

| Arbitro: | Zilli (Reggio Emilia) |

|                                                          |           |  |
| Ulivieri 49’ Giangolini 70’ Pellegatta 74’ Biagiotti 81’ | Marcatori |  |

| Arbitro: | Da Broj (Forlì) |

|                                                                   |           |  |
| Montanari 55’ Santià 58’ U. Guarnieri 68’ (rig.), 70’ Zavatti 73’ | Marcatori |  |

| Arbitro: | Dellarole (Roma) |

|              |           |           |
| Bellucci 31’ | Marcatori | 10’ Costa |

| Arbitro: | G. Bernardi (Bologna) |

|            |           |  |
| Brondi 25’ | Marcatori |  |

| Arbitro: | Tassini (Verona) |

|                  |           |              |
| Ulivieri 8’, 26’ | Marcatori | 60’ Calzolai |

| Arbitro: | Altomare (Taranto) |

|                                                  |           |                       |
| Ottino 19’ Banfi 37’, 40’ Magotti 65’ Zironi 87’ | Marcatori | 25’ (rig.), 28’ Polak |

| Arbitro: | Da Broj (Forlì) |

|                                                       |           |             |
| Polak 5’ Ulivieri 8’ Bigando 47’ (aut.) Biagiotti 68’ | Marcatori | 74’ F. Orsi |

| Arbitro: | Carpani (Milano) |

|                                                  |           |               |
| Mainardi 6’, 59’ Baira 17’ Vaglio 54’ Molina 65’ | Marcatori | 79’ Biagiotti |

| Arbitro: | Piglione (Reggio Emilia) |

|                                             |           |  |
| Ulivieri 12’ Bonoforti 28’ (aut.) Polak 55’ | Marcatori |  |

| Arbitro: | G. Bernardi (Bologna) |

|                                            |           |             |
| Paolini 4’, 56’ (rig.) Barbon 24’ Vigo 80’ | Marcatori | 2’ Ulivieri |

| Arbitro: | Mondani (Milano) |

|                        |           |  |
| Polak 18’ Ulivieri 71’ | Marcatori |  |

| Arbitro: | Milanone (Biella) |

|                                     |           |                          |
| Fumagalli 50’ Bandini 64’ Zanni 66’ | Marcatori | 25’ Pellegatta 44’ Polak |

| Arbitro: | Fois (Roma) |

|                                                |           |                        |
| Ulivieri 4’ Pellegatta 38’ Giangolini 47’, 57’ | Marcatori | 44’ Barsanti 51’ Ilari |

| Arbitro: | Marini (Monfalcone) |

|                     |           |           |
| Salati 4’, 43’, 90’ | Marcatori | 32’ Polak |

#### Girone di ritorno
| Arbitro: | Nerozzi (Verona) |

|  |           |                          |
|  | Marcatori | 18’ Busani 26’ Cadregari |

| 7 febbraio 1943 19ª giornata | Palermo-Juventina | – Gara prima rinviata e poi annullata per l'esclusione del Palermo | Siena |  |

| Arbitro: | Vitali (Treviglio) |

|                          |           |          |
| Giangolini 41’ Polak 44’ | Marcatori | 7’ Capra |

| Arbitro: | Di Nanni (Napoli) |

|               |           |                           |
| Salvadori 28’ | Marcatori | 59’ Giangolini 64’ Civili |

| Arbitro: | Balestrino (Imperia) |

|  |           |                         |
|  | Marcatori | 38’ (rig.) U. Guarnieri |

| Arbitro: | M. Rosso (Casale Monferrato) |

|                                   |           |  |
| Costanzo 7’, 39’ (rig.) Borra 30’ | Marcatori |  |

| Arbitro: | Cicardi (Lecco) |

|  |           |                               |
|  | Marcatori | 14’, 42’ Trevisani 48’ Chizzo |

| Arbitro: | Silvano (Torino) |

|                            |           |  |
| Cadario 14’ Re Dionigi 65’ | Marcatori |  |

| Arbitro: | Buratti (Milano) |

|                       |           |                                             |
| Pellegatta 75’ (rig.) | Marcatori | 5’ Busoni 26’ Robotti 41’ Ottino 81’ Zironi |

| Arbitro: | Zilli (Reggio Emilia) |

|              |           |  |
| A. Rosso 15’ | Marcatori |  |

| Arbitro: | Piglione (Reggio Emilia) |

|                                |           |            |
| Polak 85’ (rig.) Biagiotti 89’ | Marcatori | 82’ Pombia |

| Arbitro: | Tassini (Verona) |

|                          |           |                  |
| G. Colombo 32’, 52’, 57’ | Marcatori | 30’ (rig.) Polak |

| Arbitro: | Silvano (Torino) |

|                         |           |  |
| Ulivieri 26’ Civili 89’ | Marcatori |  |

| Arbitro: | G. Bernardi (Bologna) |

|                              |           |  |
| D'Amico 12’ C. Guarnieri 79’ | Marcatori |  |

| Arbitro: | Verrocchio (Pescara) |

|                                                     |           |  |
| Giangolini 44’, 59’ Toffolini 48’ Bassetto 57’, 80’ | Marcatori |  |

| Arbitro: | Vitali (Treviglio) |

|  |           |                |
|  | Marcatori | 38’ Giangolini |

| Arbitro: | Zilli (Reggio Emilia) |

|                              |           |               |
| Polak 3’ Giangolini 55’, 61’ | Marcatori | 13’ D'Odorico |

### Coppa Italia

#### Sedicesimi di finale
| Arbitro: | Vannini (Bologna) |

|                          |           |                |
| Petron 3’ J. Alberti 23’ | Marcatori | 35’ Pellegatta |

## Statistiche

### Statistiche di squadra
| Competizione | Punti | In casa | In casa | In casa | In casa | In casa | In casa | In trasferta | In trasferta | In trasferta | In trasferta | In trasferta | In trasferta | Totale | Totale | Totale | Totale | Totale | Totale | DR  |
| Competizione | Punti | G       | V       | N       | P       | Gf      | Gs      | G            | V            | N            | P            | Gf           | Gs           | G      | V      | N      | P      | Gf     | Gs     | DR  |
| ------------ | ----- | ------- | ------- | ------- | ------- | ------- | ------- | ------------ | ------------ | ------------ | ------------ | ------------ | ------------ | ------ | ------ | ------ | ------ | ------ | ------ | --- |
| Serie B      | 27    | 16      | 11      | 1       | 4       | 35      | 19      | 16           | 2            | 0            | 14           | 14           | 49           | 32     | 13     | 1      | 18     | 49     | 68     | -19 |
| Coppa Italia |       | 0       | 0       | 0       | 0       | 0       | 0       | 1            | 0            | 0            | 1            | 1            | 2            | 1      | 0      | 0      | 1      | 1      | 2      | -1  |
| Totale       | -     | 16      | 11      | 1       | 4       | 35      | 19      | 17           | 2            | 0            | 15           | 15           | 51           | 33     | 13     | 1      | 19     | 50     | 70     | -20 |

### Statistiche dei giocatori
| Giocatore     | Serie B  | Serie B | Coppa Italia | Coppa Italia | Totale   | Totale |
| Giocatore     | Presenze | Reti    | Presenze     | Reti         | Presenze | Reti   |
| ------------- | -------- | ------- | ------------ | ------------ | -------- | ------ |
| A. Alfonso    | 17       | 0       | -            | -            | 17       | 0      |
| B. Baroncelli | 3        | 0       | -            | -            | 3        | 0      |
| G. Bassetto   | 12       | 2       | -            | -            | 12       | 2      |
| A. Bellucci   | 7        | 1       | -            | -            | 7        | 1      |
| A. Biagini    | 11       | 0       | 1            | 0            | 12       | 0      |
| A. Biagiotti  | 18       | 6       | 1            | 0            | 19       | 6      |
| S. Chellini   | 32       | -68     | 1            | -2           | 33       | -70    |
| G. Civili     | 28       | 2       | 1            | 0            | 29       | 2      |
| A.B. Cortini  | 5        | 0       | -            | -            | 5        | 0      |
| G. Da Costa   | 26       | 0       | -            | -            | 26       | 0      |
| A. Dei        | 4        | 0       | -            | -            | 4        | 0      |
| M. Del Gamba  | 20       | 0       | 1            | 0            | 21       | 0      |
| N. Giangolini | 25       | 10      | 1            | 0            | 26       | 10     |
| A. Lorenzini  | 3        | 0       | -            | -            | 3        | 0      |
| G. Montagner  | 20       | 0       | 1            | 0            | 21       | 0      |
| C. Pellegatta | 32       | 4       | 1            | 1            | 33       | 5      |
| Pepi          | 1        | 0       | -            | -            | 1        | 0      |
| M. Polack     | 31       | 12      | 1            | 0            | 32       | 12     |
| A. Querci     | 16       | 0       | -            | -            | 16       | 0      |
| M. Semoli     | 6        | 0       | -            | -            | 6        | 0      |
| Sorrentini    | 0        | 0       | 1            | 0            | 1        | 0      |
| Toffolini     | 5        | 1       | -            | -            | 5        | 1      |
| S. Ulivieri   | 30       | 10      | 1            | 0            | 31       | 10     |